# Nihilumbra
Nihilumbra est un jeu vidéo de réflexion sur plates-formes développé par la compagnie espagnole BeautiFun Games. Le jeu a été commercialisé pour iOS en juin 2012, et a été traduit en sept langues.

## L'histoire
Born est né du Vide, et cherche dans un premier temps à lui échapper, dans son exploration de divers mondes (falaises gelées, désert de cendres, etc.) qui le font devenir plus humain, ou du moins plus vivant, mais le Vide, qui a envoyé des créatures monstrueuses à sa poursuite, le rattrape à chaque fois et détruit au passage chaque monde traversé (cet aspect du scénario est librement inspiré de l'Histoire sans fin). Après sa réussite dans le dernier monde (la Ville), il devra à nouveau parcourir les cinq domaines (muni de tous les pouvoirs qu'il a acquis) pour les purger des créatures du Vide qui les ont envahi.

## Gameplay
Le joueur contrôle Born comme pour un jeu de plates-formes classique (course et sauts), tandis qu'il doit échapper à ses ennemis et passer dans le monde suivant avant que le Vide ne le rattrape. L'innovation principale de Nihilumbra est la possibilité de modifier le décor (sol et parois) en les repeignant (en touchant l'écran) à l'aide d'une couleur choisie parmi celles qui lui sont progressivement révélées :
- Falaises gelées : dans ce paysage de neige, Born reçoit la couleur bleue, qui rend les surfaces glissantes comme la glace.
- Forêt vivante : dans la forêt, la couleur verte rend les parois élastiques et rebondissantes.
- Désert de cendres : un paysage désertique où Born reçoit la couleur brune, qui rend les surfaces collantes.
- Volcan : dans ce monde de lave brûlante, la couleur rouge enflamme les objets et les monstres.
- La ville : une cité abandonnée contenant encore de nombreux appareils électriques ; la couleur jaune permet de les faire fonctionner.

Le premier parcours de Born peut se voir comme un tutoriel très prolongé (le paysage est parsemé de textes donnant des indications sur la façon de résoudre certaines énigmes), prélude au mode difficile (le Vide) de la deuxième partie de jeu, où, outre des énigmes et des monstres plus redoutables, et la nécessité d'une grande dextérité dans certains passages, des contraintes nouvelles apparaissent, comme l'interdiction de certaines couleurs. Au total, le jeu annonce une jouabilité d'une dizaine d'heures.

## Réception
Depuis sa parution, Nihilumbra a reçu des critiques généralement largement positives, avec un score de 86 à Metacritic et de 85.71% à GameRankings.

## Autres versions
Une version PC a été proposée par Steam Greenlight ; le 25 septembre 2013 est sortie une version remasterisée pour Microsoft Windows, MacOS et Linux, avec des graphiques améliorés et une voix lisant les textes d'accompagnement.
Une version pour la Wii U, annoncée en août 2013, devrait paraître à une date encore indéterminée un an plus tard.